# Lola Novaković
Zorana ”Lola” Novaković (Лола Новаковић), född 25 april 1935 i Belgrad, död 3 april 2016 i Belgrad, var en serbisk sångerska och skådespelerska. Hon hade sin storhetstid i Jugoslavien under 1960- och 1970-talen.

## Biografi
Novakovićs professionella sångkarriär började 1957, då hon sjöng i orkestern Pet Adrijatika 1953. Hon vann musiktävlingen i Opatija 1961 med låten Jednom u gradu ko zna kom. Hon deltog i Jugoslaviens första uttagning till Eurovision Song Contest (ESC) 1961. Hon framförde låten Plave daljine och kom på en tredjeplats. Hon återkom till tävlingen året därpå och framförde två bidrag; Ne pali svetla u sumrak och Ti nisi došao. Hon vann med den senare och i ESC kom hon på delad fjärdeplats med tio poäng. Hon deltog igen i den jugoslaviska uttagningen 1964 med bidraget Tragom zvezda, som blev utan placering. Hon deltog även i 1968 och 1969 års uttagningar. Hon var en del av juryn i Jugovizija 1992.
Novaković hade även mindre roller i ett antal filmer. Hon medverkade bland annat i TV-serierna Na slovo, na slovo (1963–1964 och 1971) och U jednom gradu ko zna kom (1964). Hon lämnade både musik- och filmindustrin 1985.

## Diskografi
- Babalu, Alisa u zemlji čudesa (1957., Decca, Leipzig, , 7" Single)
- Mustafa, Ko zna, Niko kao ti, Ljubav, ah, ljubav (1960. Jugoton, 7" EP 30077)
- Nije Ljubomora (Mascheroni: Tango Della Gelosia), Rozali (Nowa , Menke , Luth : Rosalie), * Pesma Arlekina (Giraud: L'Arlequin De Tolede), Millet: Valentino (1962. Jugoton, 7" EP)
- Svitanje (Stjepan Mihaljinec), xxx (xxx) (1961. Jugoton, 7" Single SY 1166)
- Priča jedne ljubavi, Ne ostavljaj me samu (1962. Jugoton, 7" Single SY-1182)
- Beli bagrem, Zaborav (1962. PGP RTB, 7" Single EP 17 140)
- Ostavljaš Me Samu (Grossi, Casadei: M' Hai Lasciato Sola), Igra Torera (Bindi: Appuntamento a Madrid), Deca Pireja (Hadjidakis: Les enfants du Piree), Noć bez snova (D'Anzi: Notturno senza luna) (1961., Jugoton, 7" EP)
- Priča Jedne Ljubavi (Almaran: Historia de un amor) , Srebrić: Ne ostavljaj me samu (1961., Jugoton, 7", Single)
- Ostavljaš me samu (M' hai lasciato sola), Igra torera (Appuntamento a Madrid), Deca Pireja (Les enfants du Piree), Noć bez snova (Notturno senza luna) -San Remo '61(1961. Jugoton, 7" EP 3105)
- Nije ljubomora (Tango della gelosia), Rozali (Rosalie), Pesma arlekina (L'arlequin de tolede), Valentino (1962. Jugoton, 7" EP 3127)
- Seti se, Samo časak, Gringo, Mlada ljubav (1963. PGP RTB, 7" EP 185)
- M. Vaucaire (V. Jakovljević): Ne, Ne žalim ni za čim (Non, je ne regrette rien), V. Pallavicini: Wini - Wini, C. Pace: Romantična pesma (Canzonetta romantica), B. L. Chotas: Jesi li siguran (Are you sure) (1963. PGP RTB, 7" EP)
- Matador (. Burgess , J. Bowers: El Matador), U srcu kamarge (R. Jollet: Au coeur de la Camargue), Tvoje zbogom (Giraud , Dorsey, de la Delanoé: Ton adieu), Bosa nova (B. Mann, C. Weil: Blame It on the Bossa Nova) (1964. PGP RTB, 7" EP 50187)
- Ne, ne žalim ni za čim, Wini - wini, Romantična pesma, Jesi li siguran (1964. PGP RTB, 7" EP 186)
- Kap Veselja (CUCO SÁNCHEZ "CORAZÓN APASIONADO" ), Topli Dani (Bazzocchi , Meccia: I Giorni Caldi), Kakav Dan (Watts/Mosley : Oh! What A Day), Livingston/Evans: Tammy (1965 PGP RTB, 7" EP 50189)
- Mama, mama, Svi moji dani, Letnja igra, Zlatokosa (1966 PGP RTB, 7" EP 50195)
- Tišina (Il silenzio), Ti si taj (Tu sei quello), Mali dečak (Donna, Donna), Taj dom je prazan (Lady of the House) (1966. PGP RTB, 7" EP 50194)
- Tamburino, ciao..., Vi niste znali (Voi non sapete), Zašto uvek ja da budem kriva (Perche io), Prošlost se vratila (The World We Knew) (1968 PGP RTB, 7" EP 50115)
- Znam zašto živim (Vaš šlager sezone '72), Posle tebe (Après toi) (Evrovizija '72), B1 Malo tražim, Kao ljubičice (Come le viole (Sanremo '72) (1972. PGP RTB, 7" EP 52003)
- Duga topla noć (Beogradsko proleće '73), Istina je (1973. PGP RTB, 7" Single SF 52558)
- Misli na mene, Obala ljubavi (1973 PGP RTB, 7" Single S 51 609)
- Harmonika, Tiše, tiše (1981 PGP RTB, 7" Single 1120611)